# Jäv
Jäv är en rätts- eller beslutssituation där en person kan tänkas vara partisk eller där det finns någon särskild omständighet som kan rubba förtroendet för personens opartiskhet. Den som invändningen riktas mot kallas jävig. En jävig person får inte delta i beslutet i fråga eller i förberedelserna för beslutet. För att jäv ska föreligga krävs det inte att personen är partisk utan bara att situationen är sådan att det typiskt sett finns skäl att misstänka partiskhet, vilket inte alltid är helt oproblematiskt.
Reglerna för att förebygga jäv har ett dubbelt syfte nämligen dels att förhindra att någon påverkar ett beslut eller en dom otillbörligt dels att förebygga misstankar om att beslut inte tagits på sakliga grunder. Reglerna om jäv varierar mellan olika verksamheter och är typiskt sett strikta när det gäller myndighetsutövning men mindre strikta i andra sammanhang.

## Sverige
Beroende på grunden för jävet kan jävssituationerna delas upp på följande kategorier.

### Domarjäv
Domare kan vara jävig enligt 4 kap 13 § rättegångsbalken. Dessa jävsregler tillämpas i första hand endast för domare men de har stor påverkan på jävsreglerna i samhället i övrigt.
Domarjäv föreligger om
1. han själv är part eller eljest har del i saken eller av dess utgång kan vänta synnerlig nytta eller skada;
2. han är eller varit gift med part eller släkt med part
3. han eller någon närstående är förmyndare, god man eller förvaltare för part eller eljest parts ställföreträdare eller är ledamot av styrelsen för bolag, förening eller annat samfund, stiftelse eller annan sådan inrättning, som är part, eller, då kommun eller annan sådan menighet är part, är ledamot av nämnd eller styrelse, som handhar förvaltningen av den angelägenhet målet rör;
4. han är parts motpart (lagtexten anger här det ålderdomliga vederdeloman), dock ej i det fallet då parten sökt sak med honom för att göra honom jävig;
5. vid huvudförhandling i brottmål om han före denna huvudförhandling har prövat frågan om den tilltalade har begått gärningen;
6. om han i saken såsom rättegångsombud fört parts talan eller biträtt part eller vittnat eller varit sakkunnig eller
7. om det föreligger särskild omständighet, som är ägnad att rubba förtroendet till hans opartiskhet i målet.

Se även tvåinstansjäv nedan.
- En domare har ansetts jävig att döma i ett mål där två läkare sökte skadestånd av staten för rättsövergrepp.[2]
- En domare har inte ansetts jävig att handlägga ett mål rörande inkomsttaxering och skattetillägg enbart på den grunden att han tidigare prövat frågan om anstånd med att betala den aktuella skatten.[3]
- I anslutning till huvudförhandling i miljödomstolen bjöd sökandebolaget samtliga närvarande, däribland rättens ledamöter, på lunch. En sakägare ansåg att detta utgjorde jäv och yrkade att domen skulle undanröjas. Miljööverdomstolen ansåg däremot att det som förevarit inte kunde anses ha rubbat förtroendet för opartiskheten hos miljödomstolens ledamöter och avslog därför yrkandet.[4]
- Jäv anfördes mot fem intresseledamöter i Arbetsdomstolen. De ansågs inte jäviga enbart på grund av att de organisationer som föreslagit dem hade intressen som kunde stå i strid med ett partsintresse enligt Högsta domstolen avgörande i NJA 1997 s 235.[5]
- I The-Pirate-Bay-målet hade domaren T. Norström bl.a. utfört utredningsarbeten åt stiftelsen .SE i samarbete med målsägandebiträdet M. Wadsted. Domaren T. Nordström var även medlem i Svenska föreningen för upphovsrätt (SFU) liksom organisationer som IFPI, STIM, Filmproducenternas Rättighetsförening och AB Svensk Filmindustri. Han är även styrelseledamot i Svenska föreningen för industriellt rättsskydd (SFIR). SFU och SFIR jobbar aktivt för att stärka upphovsrätten. I och med att det ger en direkt koppling till målsägaresidan, gör att kritik uppkommit att domaren skulle ha delikatessjäv i målet. Hovrättslagmannen A. Eka - som själv varit jävsanklagad - kom dock under jävsprövningen fram till att domaren T. Norström inte varit jävig, men kritiserade T. Norström för att han inte uppmärksammat rätten på sitt engagemang inom upphovsrättslobbyn.
- En nämndeman var ledamot i polisnämnden i Södertälje samtidigt som Södertäljemålet pågick vid tingsrätten. Svea hovrätt ansåg att nämndemannen var jävig med hänsyn till hur information om målet behandlades vid nämndens sammanträden.[6]

### Släktskapsjäv
Målet eller ärendet angår en nära anhörig eller om ärendets utgång kan väntas medföra synnerlig nytta eller skada för en sådan anhörig. Make/maka, sambo, barn och syskon är alltid nära anhöriga men även andra närstående, till exempel svågrar och farföräldrar kan räknas dit efter en bedömning i det enskilda fallet.
- Justitieombudsmannen (JO) har i sin ämbetsberättelse 1983/84 s 326 bedömt en skolchef jävig att handlägga ett tjänstetillsättningsärende, där hans hustru var en av sökandena.
- JO har även i ett tillsättningsärende bedömt handläggaren vara jävig eftersom dennes son var sambo med den platssökande. (JO:s ämbetsberättelse 1979/80 s 320)

### Intressejäv
När ”ärendets utgång kan väntas medföra synnerlig nytta eller skada för honom själv” som det står i både 6 kap 24 § kommunallagen och 16-18 §§ förvaltningslagen.
Från jäv bortses när frågan om opartiskhet uppenbarligen saknar betydelse.
Sakägarjäv, intressejäv och släktskapsjäv föreligger inte för den som bara påverkas som medlem i ett kollektiv. Den som sitter i kommunfullmäktige är alltså inte jävig i ett beslut om att höja kommunalskatten, även om det påverkar vederbörande ekonomiskt. Det är inte heller jäv för den som deltar i ett beslut som rör den förvaltning där vederbörande är anställd eller den skola där vederbörandes barn går. 
Rör det sig om mindre grupper kan det bli fråga om jäv. 
- Ledamot av kommunstyrelse var jävig. Han avstod därför från att delta i beslut om fastställande av en så kallad vindbruksplan. Eftersom han tidigare deltagit i debatten upphävdes kommunstyrelsens beslut att anta planen på grund av jäv.[9]

### Jäv för god man (förrättningsman) vid upprättande avbouppteckning
En dödsbodelägare eller en företrädare för en dödsbodelägare eller en efterarvinge kan inte vara god man enligt 20 kap 2 § ärvdabalken. 
Det föreligger sannolikt även jäv för make eller annan anhörig att vara god man.
Skattemyndigheten har dock hävdat en annan uppfattning enligt sid 38 i Handledning för bouppteckningsärenden.
Inte heller kan en dödsbodelägare som tagit vård om boet eller en boutredningsman eller en testamentsexekutor vara god man.

### Ställföreträdarjäv
Den som är ställföreträdare för den som saken angår eller som kan ha synnerlig nytta eller skada av ärendets utgång är jävig. Ställföreträdare för ett bolag eller en förening är oftast den som har rätt att teckna firman, till exempel VD eller styrelseordföranden. Att enbart vara styrelseledamot eller ha en anställning skapar inte jäv enligt denna regel.
- Adjungerad ledamot i kammarrätt som är tjänstledig från Skatteverket har inte ansetts jävig i ett mål där Skatteverket är part.[13]

### Jäv förstyrelseledamotiAB, ekonomisk förening eller bostadsrättsförening
En styrelseledamot i ett aktiebolag får inte handlägga en fråga om
1. avtal mellan styrelseledamoten och bolaget,
2. avtal mellan bolaget och en tredje man, om styrelseledamoten i frågan har ett väsentligt intresse som kan strida mot bolagets, eller
3. avtal mellan bolaget och en juridisk person som styrelseledamoten ensam eller tillsammans med någon annan får företräda.

Bestämmelserna gäller inte om styrelseledamoten, direkt eller indirekt genom en juridisk person, äger samtliga aktier i bolaget. Bestämmelsen i 3 gäller inte heller om bolagets motpart är ett företag i samma koncern eller i en företagsgrupp av motsvarande slag.
Med avtal som avses i första stycket jämställs rättegång eller annan talan.
I ekonomiska föreningar (inklusive bostadsrättsföreningar m.fl. särskilda former) gäller motsvarande regler, enligt 6 kap. 10 § lagen om ekonomiska föreningar.

### Jäv på stämma i AB, ekonomisk förening ellerbostadsrättsförening
Reglerna om jäv för aktieägare på bolagsstämma återfinns i 7 kap 46 § AB.
Jävsreglerna på stämman är till skillnad från jävsreglerna för styrelse och VD begränsade till rösträtten. Den aktieägare som är jävig får närvara vid omröstning och även delta i beredningen av ärendet. Aktieägaren kan därför argumentera för sin sak.
Jävsreglerna på stämman är ett minoritetsskydd till skillnad mot jäv för styrelsens ledamöter som skall skydda aktiebolaget. 
Lagen anger tre fall där jäv på stämman kan förekomma:
1. Talan mot aktieägare respektive medlem
2. Hans eller hennes befrielse från skadeståndsansvar eller annan förpliktelse mot bolaget
3. Talan eller befrielse som gäller anna[förtydliga] om aktieägaren har ett väsentligt intresse som kan strida mot bolagets.

Jävsreglerna innebär att en aktieägare eller ombud inte får rösta i frågan.
I enmansbolag är aktieägaren inte jävig. Inte heller är aktieägaren jävig om samtliga aktieägare är jäviga i ett enskilt ärende.
Huruvida en röstberättigad person är jävig avgörs av stämmans ordförande. Den som anser att ordförandes beslut är felaktigt kan klandra detta vid allmän domstol.
Aktiebolagslagen innehåller också en generalklausul i 7 kap 47 § som innehåller att bolagsstämman får inte fatta ett beslut som är ägnat att ge en otillbörlig fördel åt en aktieägare eller någon annan till nackdel för bolaget eller någon annan aktieägare.
Motsvarande bestämmelse för medlemmarna i ekonomiska föreningar återfinns i föreningslagens 7 kap 3 §.
Lydelsen i de båda lagarna är innehållsmässigt identiska. Samma regler gäller för bostadsrättsföreningar.

### Jäv inom ideell förening
Jäv inom ideell förening ska i princip behandlas på motsvarande sätt som enligt lag och praxis inom ekonomisk förening det vill säga att 6 kap 10 § föreningslagen ska tillämpas.
Det saknar alltså helt betydelse att det i sig saknas lagstiftning om ideella föreningar eftersom dessa de facto enligt stadgad praxis är juridiska personer.[källa behövs]

### Ombuds- och biträdesjäv
Den som tidigare fört talan som ombud för någon i ett mål eller ärende eller mot ersättning hjälpt någon i ärendet blir jävig. Ombudet kan därför inte åta sig nytt mål eller ärende mot denne.
I SAAB:s konkurs har fråga uppkommit om de två utsedda konkursförvaltarna är jäviga på grund av att de tidigare handlagt frågor rörande varumärket "SAAB, figurmärket Gripen och firmadominanten SAAB och därtill anknytande frågor." I detta fall har de vid Vänersborgs tingsrätt begärt att ytterligare konkursförvaltare, som ska handlägga just dessa frågor, ska utses.
Tingsrätten har i beslut 2012-01-12 förordnat advokat som medförvaltare.

### Tillsynsjäv
(gäller bara i kommunal förvaltning)
En person är jävig om ärendet rör tillsyn över sådan kommunal verksamhet som personen själv är knuten till. Tillsyn är ett begrepp som omfattar en kommunal förvaltnings myndighetsutövning mot en annan, till exempel miljöinspektioner och bygglov. En miljöinspektör kan alltså inte inspektera den förvaltning som miljöinspektören själv tillhör. Avsikten med denna regel är att minska risken för dubbla lojaliteter och påtryckningar på tjänstemännen.

### Tvåinstansjäv
En person är jävig om personen har deltagit i handläggningen av mål eller ärende hos en lägre instans. och sedan deltar i en högre instans.
- I NJA 1998 s 228 har Högsta domstolen funnit att nämndeman deltagit i ett tidigare mål om mened, som fick betydelse i mål om mutbrott. HD uttalade att det fanns "anledning till ett objektivt berättigat tvivel angående hans opartiskhet". Detta utgjorde "en sådan särskild omständighet som är ägnad att rubba förtroendet för hans opartiskhet i målet". HD undanröjde hovrättens dom i mutmålet.[22]
- Högsta förvaltningsdomstolen har inte bedömt en domare som jävig att handlägga ett mål rörande inkomsttaxering och skattetillägg enbart på den grunden att han tidigare prövat frågan om anstånd med att betala den aktuella skatten.[3]
- En jävig domare har deltagit i ett beslut om taxering i kammarrätten. Enligt Högsta förvaltningsdomstolen har - trots att förhållandet objektivt sett kunnat rubba tilltron till domstolen - detta inte kunnat ge anledning till resning eftersom utredningen inte givit stöd för att sammansättningen av domstolen påverkat utgången i målet.[23]

Tvåinstansjäv gäller bara om ärendet har kommit till den högre myndigheten på grund av överklagande, underställning av beslut eller på grund av tillsyn.

### Delikatessjäv
Delikatessjäv betecknas ibland som grannlagenhetsjäv. Sakligt är detta dock felaktigt i det att delikatessjäv inte ska förväxlas med generalklausulsjäv enligt punkten i bestämmelserna om jäv, då generalklausulen i jävsparagraferna avser formellt jäv enligt objektiva rekvisit i lagens mening, medan delikatessjäv faller utanför lagen och kan föreligga endast enligt subjektiva rekvisit (se angående denna distinktion bl.a. Ekelöf I, Peter Fitgers kommentar till RB i lösblad, densammes Domstolsprocessen. 2002, och en avhandling om domarjäv av Eva Tiby, 1993, s 244-252, särskilt de första sidorna där). 
En person är jävig ”om det i övrigt finns någon särskild omständighet som är ägnad att rubba förtroendet för hans opartiskhet i ärendet”. Regeln är avsedd att fånga upp övriga tänkbara risker för partiskhet. Det kan gälla för den som särskilt hårt engagerat sig i en fråga eller som är nära vän med någon sakägare.
Jäv kan ibland också tänkas om till exempel en domare engagerat sig speciellt i en fråga eller är medlem i någon viss organisation.
Domaren i Pirate Bay-målet påstods till exempel vara jävig. En granskning visade att det fanns kopplingar mellan domaren och film- och skivbolagens representanter i rätten. Domaren var till exempel medlem i Svenska föreningen för upphovsrätt. Svea hovrätt har dock senare i dom den 25 juni 2009 bedömt att jäv inte förelåg.
I denna dom har också prövats frågan om domare enligt 4 kap 14 § RB underlåtit att upplysa om sitt engagemang.
Denna dom har kraftigt kritiserats av Juris doktor Eric Bylander.
- Två sakkunniga ledamöter i miljödomstolen hade tidigare haft funktioner – som miljövårdsdirektör vid länsstyrelsen resp. som ledamot i Bräcke kommunstyrelse – som gjort att de kommit i kontakt med ett kraftverksprojekt. Miljööverdomstolen (MÖD) bedömde att deras tidigare positioner i förhållande till olika beslut om kraftverksprojektet var sådana att det fanns anledning till tvivel på deras opartiskhet i målet. På grund av jäv har de därmed varit förhindrade att delta i handläggningen av målet. Domen undanröjdes och återförvisades till Miljödomstolen för fortsatt behandling.[28]

- JO har i sin ämbetsberättelse 1985/86 s 397 ansett att en universitetslektor inte borde ha befattat sig med tentamen av en student, som han tidigare meddelat privatundervisning.

### Om jäv vid beredningsarbetet vid Vetenskapsrådet
För att undvika jävssituationer i beredningsarbetet har Vetenskapsrådet satt upp strikta interna riktlinjer som bland annat innehåller skyldighet för alla ledamöter att anmäla jäv i förhållande till de ansökningar som ska granskas.
Att det trots allt fortfarande finns kritik mot Vetenskapsrådet framgår av Hans Strandbergs artikel i Ny Teknik 1 december 2004.

### Försiktighetsprincipen
Det anses vara svårt för att inte sägas omöjligt för lagstiftaren att förutse alla jävssituationer. Det finns också en gråzon där - beroende på olika förhållanden mellan den som handlar och hans huvudman vare sig det är en domstol, kommun, myndighet eller ett företag - där objektiviteten kan ifrågasättas och ett handlande skulle kunna skada trovärdigheten. I sådana fall bör försiktighetsprincipen tillämpas, vilket innebär att det är bäst att inte delta i hanteringen av ärendet.

### Prövning av jävsfråga
Ett beslut i en jävsfråga får överklagas endast i samband med överklagande av det beslut varigenom myndigheten avgör ärendet.
- Ett exempel på praktisk tillämpning är tre studenters vid Lunds universitet anmälan av rektorn för universitetet. Fråga är också om en rektorn underställd jurist är jävig och därför inte kan handlägga den ursprungliga jävsfrågan.[33]

### Jäv enligt lösöreköpslagen
Beteckningen jäv i lösöreköpslagen används i denna lag, som är mer än 150 år gammal, på ett från dagens språkbruk avvikande sätt. Jäv innebär här snarast invändning mot riktigheten av ett enligt lösöreköpslagen upprättat avtal till skydd för egendom som köpare lämnat kvar hos säljare. Vill annan part i samband med utmätning ifrågasätta giltigheten av avtalet måste han fullfölja jävet genom att inom en månad väcka talan mot såväl köpare som säljare vid tingsrätt i den ort där egendomen finns.

### Rättsföljder när jäv förekommit
Både tjänstemän och förtroendevalda kan vara jäviga. Den som anser sig jävig ska själv anmäla detta och får inte delta i handläggningen av ärendet, alltså inte heller i förberedelserna för beslut.
Om en jävig person deltagit i handläggningen kan domen eller beslutet upphävas om någon överklagar. Undantag finns för brådskande ärenden och där frågan om jäv uppenbart är utan betydelse.
Om jävsfrågan inte uppmärksammas eller inte påtalas eller åberopas sker ingenting med automatik.
Om jävsförhållandet uppmärksammas eller åberopas innebär detta i allmänhet att den dom eller det beslut där jäv förekommit blir ogiltigt eller förklaras ogiltigt. Beslut måste då fattas om att rättegång eller förhandling måste tas om. I det så kallade Södertäljemålet har beslut fattats av Svea hovrätt om att ta om hela målet.
Samtliga juristdomare och nämndemän byts samtidigt ut.

## Finland
Jävsreglerna i Finland påminner mycket om dem som gäller i Sverige.
Den centrala huvudregeln återfinns i 13 kap 1 § rättegångsbalken.
Uttryckliga jävsgrunder är uppenbar ovänskap och tidigare behandling av målet.
Enligt 56 § lagen om skifte gäller samma jäv för förrättningsingenjör och god man som gäller för domare.
Förvaltningslagens regler som återfinns i 28 § är sekundära i förhållande till övriga regler om jäv.
En tjänsteman är jävig om
1. han är part eller en närstående är part
2. han eller en närstående till honom eller henne biträder eller företräder en part eller den för vilken avgörandet i ärendet kan väntas medföra synnerlig nytta eller skada
3. han står i anställningsförhållande till part.[38]

Jäv i beskattningslagen är desamma som i förvaltningslagen.
- JO har anmärkt på att jäv förekommit vid handels- och industriministeriet eftersom tjänstemän deltagit ledandet av statsgaranticentralen och statsbolag. En sådan praxis försämrade såväl förvaltningens effektivitet som försvagade allmänhetens tilltro till opartiskheten inom förvaltningen.[39]
- JO har även anmärkt på att justitierådman deltagit i behandlingen av ett ärende som gällde hans systers styvsons tjänsteförordnande.
- Justitiekanslern har i ett 8.8.1985 fattat avgörande ansett att läkare som deltog i behandlingen av läkemedelsanskaffningar till central- och kretssjukhus var jäviga, när de samtidigt hade sakkunnig- och andra uppgifter som hörde samman med läkemedelsfabrikens verksamhet.

## Norge
Enligt norska forvaltningsloven är en tjänsteman jävig (ugild) när
1. han själv är part
2. han är släkt med part
3. han är eller har varit gift eller sambo med part
4. han är fosterförälder till part
5. han är eller varit ombud för part
6. när han har en ledande ställning i företag eller motsvarande som är part.

Han är också jävig om särskilda förhållanden medför att tilltron till honom kan ifrågasättas, allt enligt kap 2 § 6.